# 天主教圖庫曼總教區
天主教圖庫曼總教區（拉丁語：Archidioecesis Tucumanensis）是阿根廷一個羅馬天主教教省總教區，下轄三個教區。是該國十四個總教區之一。
1897年2月15日升為教區，1957年2月11日升為總教區。總教區範圍包括圖庫曼省北部八市。2010年有教友1,034,201人（佔轄區總人口93.0%）、四十七個堂區、八十九名司鐸。現任教區總主教為阿爾弗萊多·奧拉西奧·澤卡，榮休總主教為路易士·埃克托爾·比利亞爾樞機。